# Grand Prix Austrálie 2001
Grand Prix Austrálie (LXVI Qantas Australian Grand Prix) se v roce 2001 jela 4. března na okruhu Melbourne.
- 58 kol x 5,303 km = 307,574 km
- 664. Grand Prix
- 45. vítězství Michaela Schumachera
- 136. vítězství pro Ferrari

## Výsledky
| Pozice | Jezdec                | Vůz            | Čas           |
| ------ | --------------------- | -------------- | ------------- |
| 1      | Michael Schumacher    | Ferrari F2001  | 1:38:26,533   |
| 2      | David Coulthard       | McLaren MP4/16 | á 1,718       |
| 3      | Rubens Barrichello    | Ferrari F2001  | á 33,491      |
| 4      | Nick Heidfeld         | Sauber C20     | á 1:11,479    |
| 5      | Heinz-Harald Frentzen | Jordan EJ 11   | á 1:12,807    |
| 6      | Kimi Räikkönen        | Sauber C20     | á 1:24,143    |
| 7      | Olivier Panis         | BAR 003        | á 1:27,050    |
| 8      | Luciano Burti         | Jaguar R2      | á 1 kolo      |
| 9      | Jean Alesi            | Prost AP04     | á 1 kolo      |
| 10     | Jos Verstappen        | Arrows A22     | á 1 kolo      |
| 11     | Eddie Irvine          | Jaguar R2      | á 1 kolo      |
| 12     | Fernando Alonso       | Minardi PS01   | á 2 kola      |
| 13     | Giancarlo Fisichella  | Benetton B201  | á 3 kola      |
| 14     | Jenson Button         | Benetton B201  | á 6 kol       |
| Kolo   | Odstoupili            | -              | -             |
| 40     | Juan Pablo Montoya    | Williams FW23  | Motor         |
| 38     | Jarno Trulli          | Jordan EJ11    | Motor         |
| 25     | Mika Häkkinen         | McLaren MP4/16 | Suspense      |
| 4      | Ralf Schumacher       | Williams FW23  | Kolize        |
| 4      | Jacques Villeneuve    | BAR 003        | Kolize        |
| 3      | Tarso Marques         | Minardi PS01   | Baterie       |
| 2      | Enrique Bernoldi      | Arrows A22     | Plynový pedál |
| 0      | Gaston Mazzacane      | Prost AP04     | Brzdy         |

### Nejrychlejší kolo
- Michael Schumacher – Ferrari 1:28,214 - 216.415 km/h

### Vedení v závodě
- 1-36 Michael Schumacher
- 37-40 David Coulthard
- 41-58 Michael Schumacher

### Postavení na startu
| 1. řada  | 1                    | 2                     |
|          | Michael Schumacher   | Rubens Barrichello    |
|          | Ferrari              | Ferrari               |
|          | 1:26,892             | 1:27,263              |
| 2. řada  | 3                    | 4                     |
|          | Mika Häkkinen        | Heinz Harald Frentzen |
|          | McLaren              | Jordan                |
|          | 1:27,461             | 1:27,658              |
| 3. řada  | 5                    | 6                     |
|          | Ralf Schumacher      | David Coulthard       |
|          | Williams             | McLaren               |
|          | 1:27,719             | 1:28,010              |
| 4. řada  | 7                    | 8                     |
|          | Jarno Trulli         | Jacques Villeneuve    |
|          | Jordan               | BAR                   |
|          | 1:28,377             | 1:28,615              |
| 5. řada  | 9                    | 10                    |
|          | Olivier Panis        | Nick Heidfeld         |
|          | BAR                  | Sauber                |
|          | 1:28,518             | 1:28,615              |
| 6. řada  | 11                   | 12                    |
|          | Juan Pablo Montoya   | Eddie Irvine          |
|          | Williams             | Prost                 |
|          | 1:28,738             | 1:28,965              |
| 7. řada  | 13                   | 14                    |
|          | Kimi Räikkönen       | Jean Alesi            |
|          | Sauber               | Prost                 |
|          | 1:28,993             | 1:29,893              |
| 8. řada  | 15                   | 16                    |
|          | Jos Verstappen       | Jenson Button         |
|          | Arrows               | Benetton              |
|          | 1:29,934             | 1:30,035              |
| 9. řada  | 17                   | 18                    |
|          | Giancarlo Fisichella | Enrique Bernoldi      |
|          | Benetton             | Arrows                |
|          | 1:30,209             | 1:30,520              |
| 10. řada | 19                   | 20                    |
|          | Fernando Alonso      | Gaston Mazzacane      |
|          | Minardi              | Prost                 |
|          | 1:30,657             | 1:30,798              |
| 11. řada | 21                   | 22                    |
|          | Luciano Burti        | Tarso Marques         |
|          | Jaguar               | Minardi               |
|          | 1:30,978             | 1:33,228              |
| -------- | -------------------- | --------------------- |

### Zajímavosti
- V závodě debutoval Fernando Alonso, Enrique Bernoldi, Juan Pablo Montoya a Kimi Räikkönen
- Poprvé se představily nové modely Arrows A22, BAR 003, Benetton B201, Ferrari F2001, Jaguar R2 Jordan EJ11,McLaren MP4/16, Minardi PS01, Prost AP04, Sauber C20 a Williams FW23.
- Poprvé se na scéně objevují motory Asiatech, Acer a European.
- Giancarlo Fisichela a Jos Verstappen startovali v 75 GP
- Po kolizi Ralfa Schumachera a Jacquese Villeneuva zemřel 52letý traťový komisař Graham Beveridge

| Pole position      | Vítězství          | Nej. kolo          |
| Michael Schumacher | Michael Schumacher | Michael Schumacher |
| Ferrari F2001      | Ferrari F2001      | Ferrari F2001      |
| 1'26.892           | 1:38'26.533        | 1'28.214           |
| 219,707 km/h       | 187.465 km/h       | 216,415 km/h       |
| ------------------ | ------------------ | ------------------ |

### Stav MS
| * | Jezdec                | Body |
| - | --------------------- | ---- |
| 1 | Michael Schumacher    | 10   |
| 2 | David Coulthard       | 6    |
| 3 | Rubens Barrichello    | 4    |
| 4 | Nick Heidfeld         | 3    |
| 5 | Heinz-Harald Frentzen | 2    |
| 6 | Kimi Räikkönen        | 1    |

| * | Vozy    | Body |
| - | ------- | ---- |
| 1 | Ferrari | 14   |
| 2 | McLaren | 6    |
| 3 | Sauber  | 4    |
| 4 | Jordan  | 2    |

| * | Jezdec         | Body |
| - | -------------- | ---- |
| 1 | Německo        | 15   |
| 2 | Velká Británie | 6    |
| 3 | Brazílie       | 4    |
| 4 | Finsko         | 1    |